# Gastronomía de Nápoles

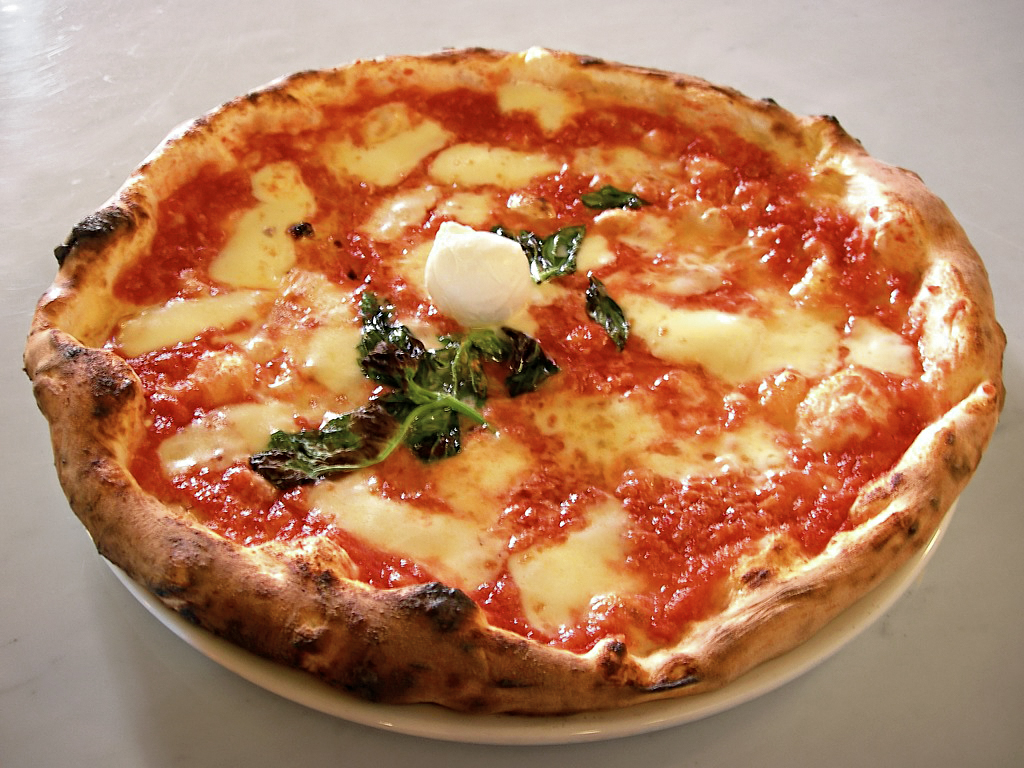
Pizza margherita, tal como se sirve en la Pizzería di Matteo, en Nápoles.

La gastronomía de Nápoles (en italiano mencionada como cucina napoletana) es un conjunto de platos y costumbres culinarias típicos de la ciudad de Nápoles, en Italia. Tiene raíces históricas muy antiguas que se remontan al período greco-romano, y a lo largo de los siglos se ha enriquecido con la influencia de las diferentes culturas y dominaciones que se han sucedido en la ciudad y en el territorio circunstante. Además, es posible añadir a la memoria histórica culinaria de Nápoles la creatividad propia de sus habitantes, que ha permitido 'fusionar' diferentes estilos y tradiciones, todos ellos guardados por su población a lo largo de la historia con rigor. El primer recetario con platos de la cocina napolitana se remonta a la época angevina y se titula Liber de coquina, escrito de forma anónima en latín a comienzos del siglo XIV.

## Historia

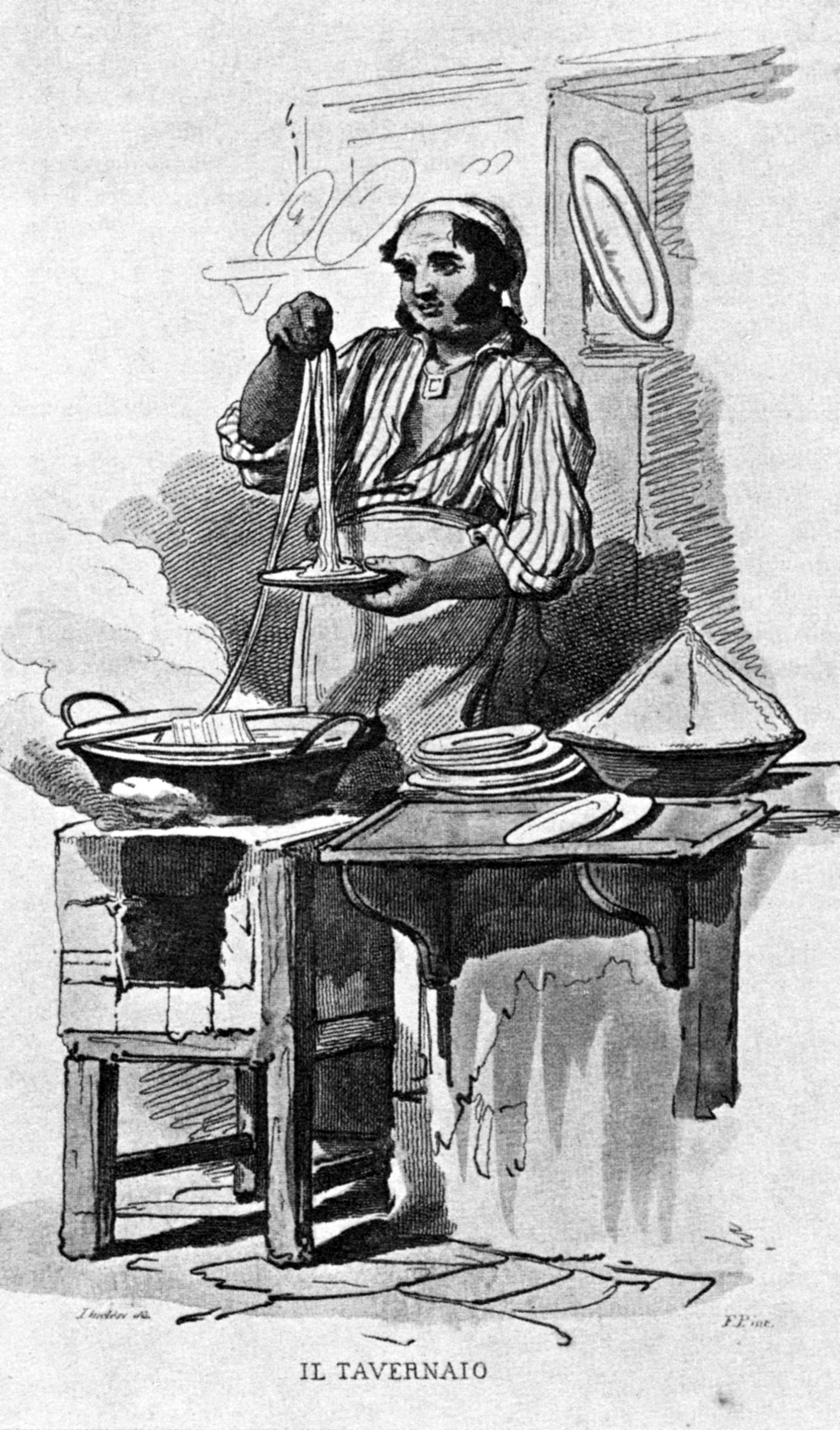
Litografía de un original de Teodoro Duclère (1816–1869) titulada Il tavernaio.

Es difícil remontar la historia hasta encontrar las raíces de la gastronomía de Nápoles: la ciudad sufrió antiguamente de la influencia helénica, siendo fundada por los griegos. Posteriormente, la ciudad sufrió numerosas invasiones, siendo capital del Reino de Nápoles durante casi cuatrocientos años. Durante el periodo del Imperio romano, se puede ver en numerosos frescos de la ciudad de Pompeya composiciones frutales de higos y granadas (un ejemplo es la Villa Poppaea en Oplontis). Es muy posible que uno de los ingredientes más empleados en los platos napolitanos de esta época fuera el garum elaborado en ciudades como Cetara. Apicio menciona de los antiguos romanos la condimentación de diversos platos salados mediante el empleo de la uva pasa como puede ser la pizza di scarole o las braciole al ragù. Algunos dulces típicos provienen del periodo grecorromano como es el caso del vocablo griego στρόγγυλος (stróngylos que significa ‘de forma tondeggiante’) de esta forma se tiene el struffoli.

## Platos elementales
Los ingredientes de la cocina napolitana están marcados por la situación geográfica la abundancia de pescado y marisco por la cercanía del mar Tirreno las abundantes hortalizas y frutas por el clima mediterráneo y los cereales que logran su expresión en la pasta italiana. La gastronomía napolitana no tiene abundantes platos de carne.

### Pizza
Uno de los platos originarios y más conocidos de la cocina napolitana es la pizza descubierta entre el siglo XVI y el siglo XVII tiene su origen en la focaccia (focaccia di grano) elaborada antiguamente con tocino (Strutto) y albahaca y algo más tarde con salsa de tomate y con mozzarella de búfala campana o fior di latte como ingredientes tradicionales no es hasta el siglo XVIII hasta cuando se hace tradicional la degustación de la pizza. Los napolitanos se toman muy en serio la elaboración de la pizza y dicen que la vera pizza se elabora tradicionalmente en horno de leña y mencionan que solo hay dos tipos de pizzas:

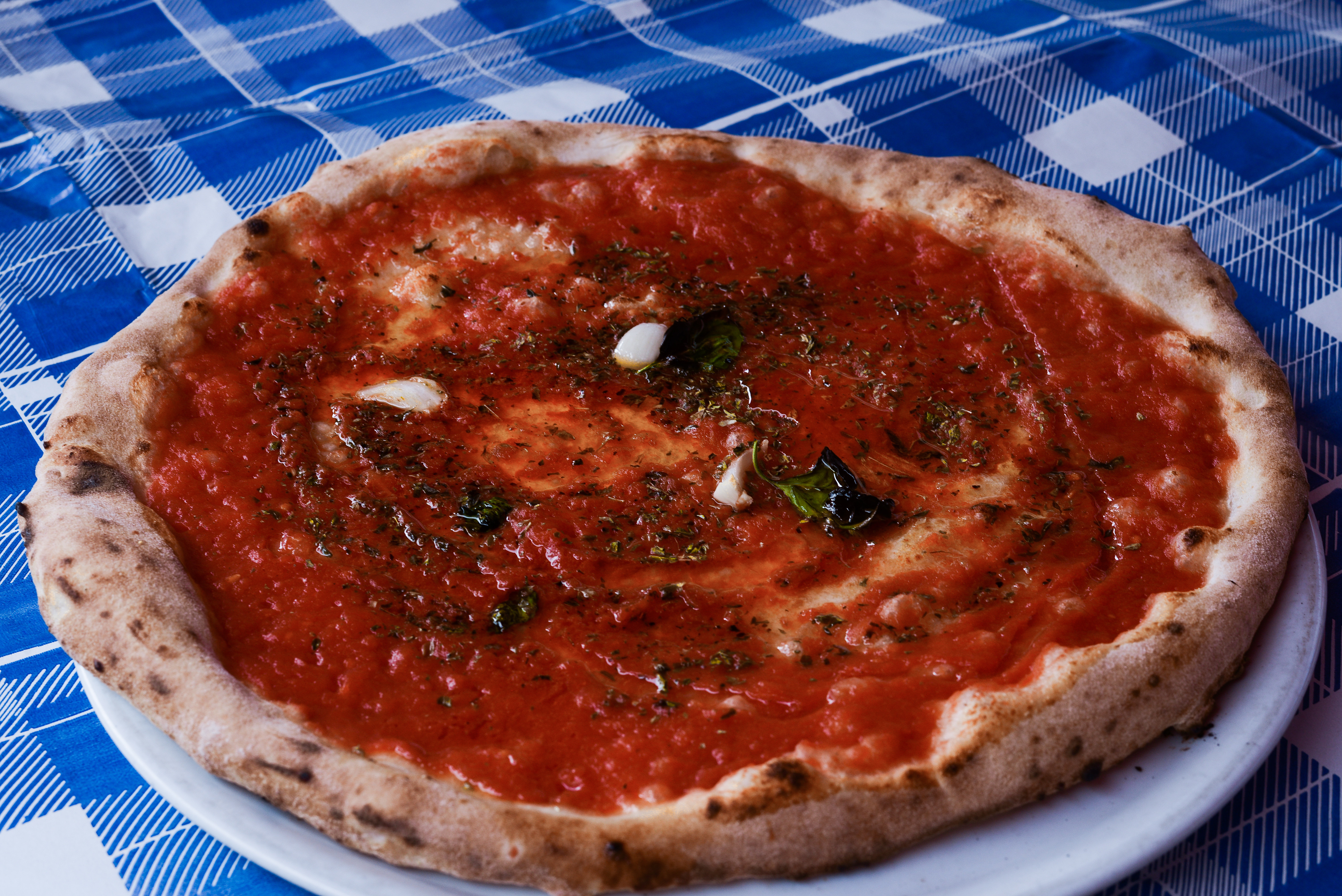
Pizza marinera.

- La pizza marinera que está elaborada con aceite de oliva, tomate (se emplean frecuentemente los tomates de San Marzano con DOP) ajo y orégano. Se menciona popularmente que es la más originaria de la ciudad.
- La pizza margarita dedicada en honor de Margarita Teresa de Saboya en el año 1889 tomate fresco rallado mozzarella albahaca y aceite de oliva (reproduciendo con los ingredientes los tres colores de la bandera italiana). La Margherita introdujo por primera vez el queso en la pizza y su invención se atribuye al panadero Raffaele Esposito. Esposito trabajó en la pizzería «Pietro... e basta così» en 1780 y hoy en día sigue funcionando con el nombre de pizzería Brandi.

Hasta cerca del año 1830 la pizza se solía vender en establecimientos al aire libre se trataba de puestos asociados a panaderías. La primera pizzería auténtica abierta en Nápoles fue "Port’Alba", en 1830, y hoy en día todavía sirve pizza con la misma receta de antaño. Una descripción de la pizza de Nápoles cercana a 1830 la proporciona el escritor y experto culinario Alexandre Dumas père en su obra Le Corricolo Capítulo VIII.
Escribe que la pizza era la única comida para la gente humilde de Nápoles durante el invierno. La pizzería más famosa de Nápoles es Da Michele (fundada en 1870), en Via C. Sersale.
En los establecimientos donde se sirve la auténtica pizza napolitana aparece la imagen del Pulcinella (Polichinela, símbolo carnavalesco de la ciudad) símbolo del sello de la denominación de origen protegida (Associazione Verace Pizza Napoletana, fundada en 1984); este símbolo se pone a la entrada de las pizzerías que siguen la norma establecida por el consejo regulador: algunas de las reglas dice que debe ser un horno de leña que la temperatura del mismo debe ser de aprox. 485 °C y que debe cocinarse entre 60 y 90 segundos. En la ciudad de Nápoles existen no obstante casi un total de 10 000 pizzerías. Algunas de las más famosas en el casco histórico de la ciudad son: Da Michele, Port'Alba, Brandi, Di Matteo, Sorbillo, Trianon, y Luigi Lombardi Di Santa Chiara. Puede ofrecerse no obstante en algunas ocasiones otra pizza típica, la pizza blanca (sin salsa de tomate) y la pizza salsiccia e friarelli, que es menos conocida fuera de Nápoles, y se elabora con una especie de salchicha y friarelli (brócoli alla napoletana, ligeramente amargo).
En 2017 la pizza napolitana fue declarada Patrimonio Inmaterial de la Humanidad por la UNESCO, así como el arte de los pizzaiolos que se encargan de prepararla.

### Pastasciutta

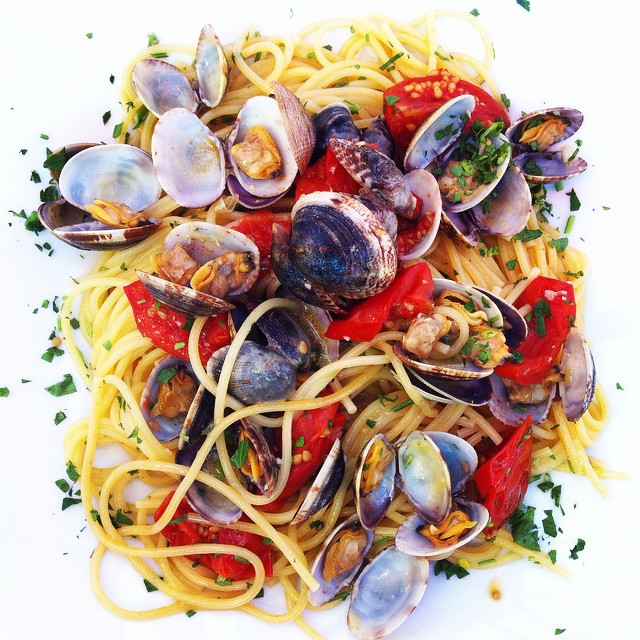
Spaghetti alle vongole.

Una de las pastas más típicas son los spaghetti una imagen claramente napolitana sobre esta pasta se ha quedado impresa en el actor italiano Totò (imagen que se inspira de la película Miseria e nobiltà del año 1954 y que puede verse en forma de póster en las paredes de numerosas pizzerías de Nápoles comiendo esta pasta), imagen eterna de la pasta napolitana: spaghetti al pomodoro fresco. El modo más típico de cocinar los espaguetis (o como se denominaban antiguamente vermicelli) a la napolitana que son aquellos que se sirven con almejas (vongole) en lo que se denomina spaghetti alle vongole. Otro de los platos típicos de la cocina napolitana a base de pasta es el ragù napoletano elaborado con la salsa ragú (o rraù en dialecto de la zona) denominado a veces «ragú del guardiaporta». Existen otros platos de pasta elaborados con fusilli, tortiglioni, rigatoni, ziti y maccheroni (maccheroni al Ragù).

### Dulces
La tradición culinaria cuenta con una amplia variedad de dulces, una especialidad muy deseada por los napolitanos y cuyo origen se remonta a la antigüedad. Algunos de ellos están relacionados con fiestas religiosas. Entre los dulces principales, cabe citar los siguientes:

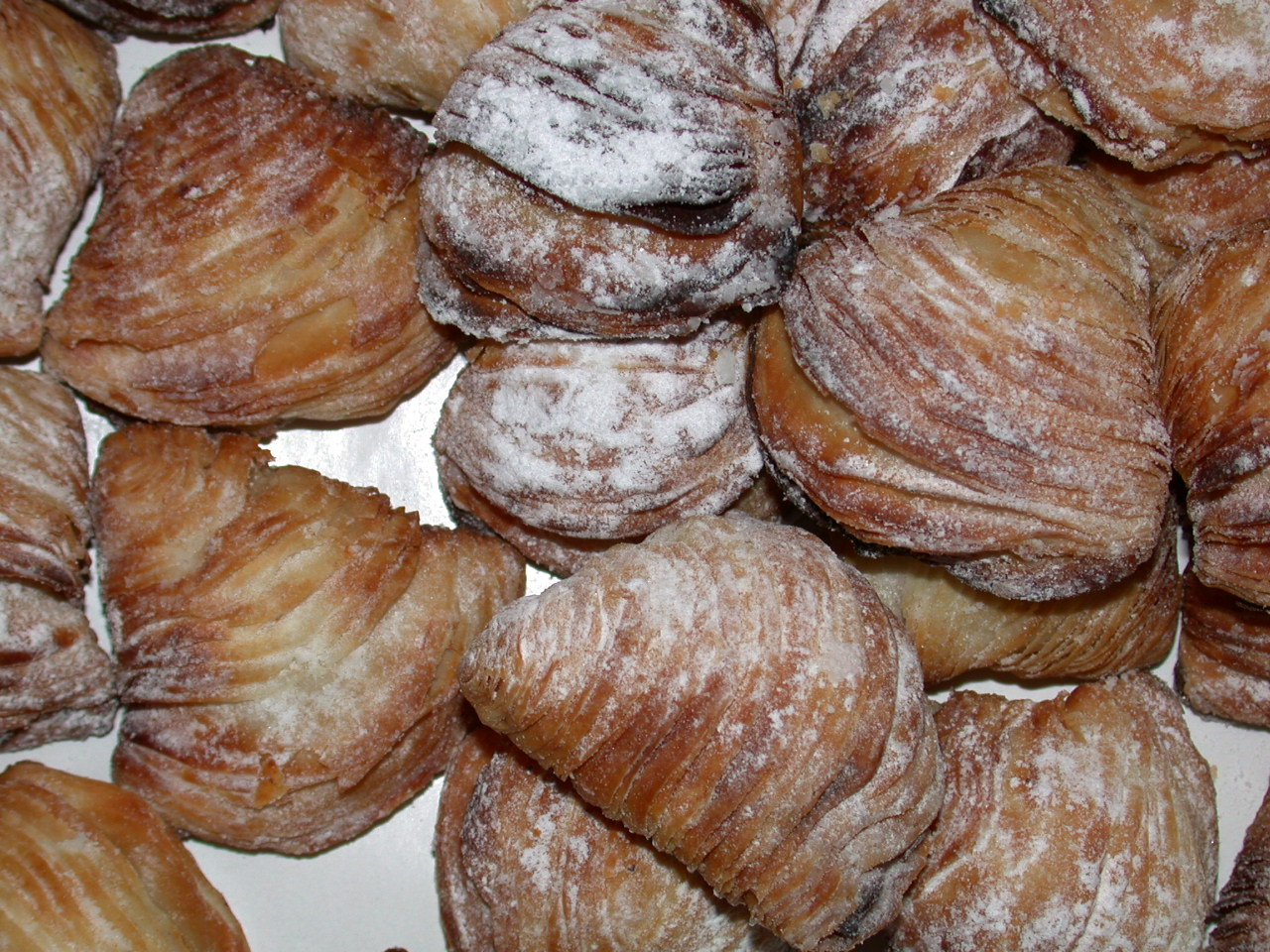
Sfogliatelle.

- la sfogliatella, con relleno de crema de ricotta, sémola, canelo, vainilla y de cidro más corteza de naranja confitada. Sus variantes son la sfogliatella riccia, frolla, Santa Rosa y coda d'aragosta;
- el babà, variante napolitana de un dulce de origen supuestamente polaco;
- las zeppole di San Giuseppe, fritas u horneadas, son rosquilla cubiertas de crema y de guindas;
- la pastiera es un pastel típico de la Semana Santa, elaborado principalmente con ricotta y trigo cocido con sabor a naranja;
- los struffoli, dulce típico de la Navidad, son pequeñas perlas elaboradas de pasta frita aderezada con miel, decoradas con confetti de diferentes colores;
- la delizia al limone es un bizcocho mojado de jarabe de limón, relleno y cubierto de crema también de limón, de creación bastante reciente pero ya entrado en la tradición napolitana;
- la torta caprese, un pastel de almendras y chocolate.

También son famosos los gelati, que incluyen la coviglia y el spumone, de elaboración más tradicional.

## Bebidas

### Café
Es muy popular en Nápoles el café (vero caffè napoletano), la «tazzulella ’e cafè» (tacita de café) es muy típica tomada durante el desayuno, durante la pausa del café por la tarde, etc. Para su elaboración tradicional se emplea una máquina especial: la «macchinetta napoletana». Algunas de las variantes son: caffè al cioccolato (mezcla de café sin azucarar y chocolate), caffè del cardinale, caffè in crema y caffè all'anice. Es muy frecuente ver que el café se toma de pie, muy rara vez sentado.

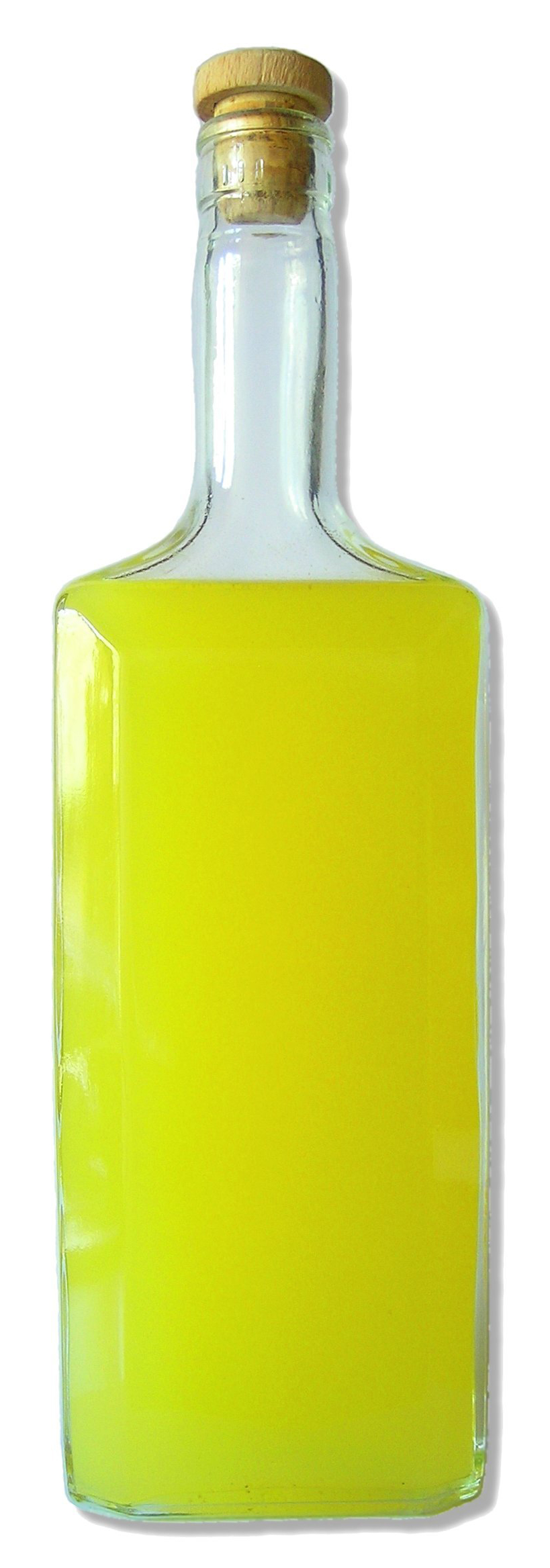
Botella de limoncello.

### Licores
En el terreno de las bebidas alcohólicas se tiene como licor más famoso el limoncello (elaborado a base de limones), típico de la zona (aunque el más famoso procede de la zona de Sorrento).
El nocillo es un licor típico napolitano a base de nueces. Uno de los licores más conocidos es el liquore ai quattro frutti (licor de cuatro frutas), compuesto por limón (limone), naranja (arancia), mandarina (mandarino) y lima (limo).

### Vinos
Los vinos napolitanos más afamados son: Campi Flegrei, el Gragnano, el Lacryma Christi. Entre los vinos blancos se tiene el Greco di Tufo, la Falanghina, el Fiano di Avellino y el Asprinio di Aversa, mientras que en los rosados está el Aglianico, el Taurasi, el Piedirosso o pere 'e palummo, el Solopaca y el Lacryma Christi del Vesubio (este último se produce blanco y rosado).

## Algunos platos típicos de Nápoles

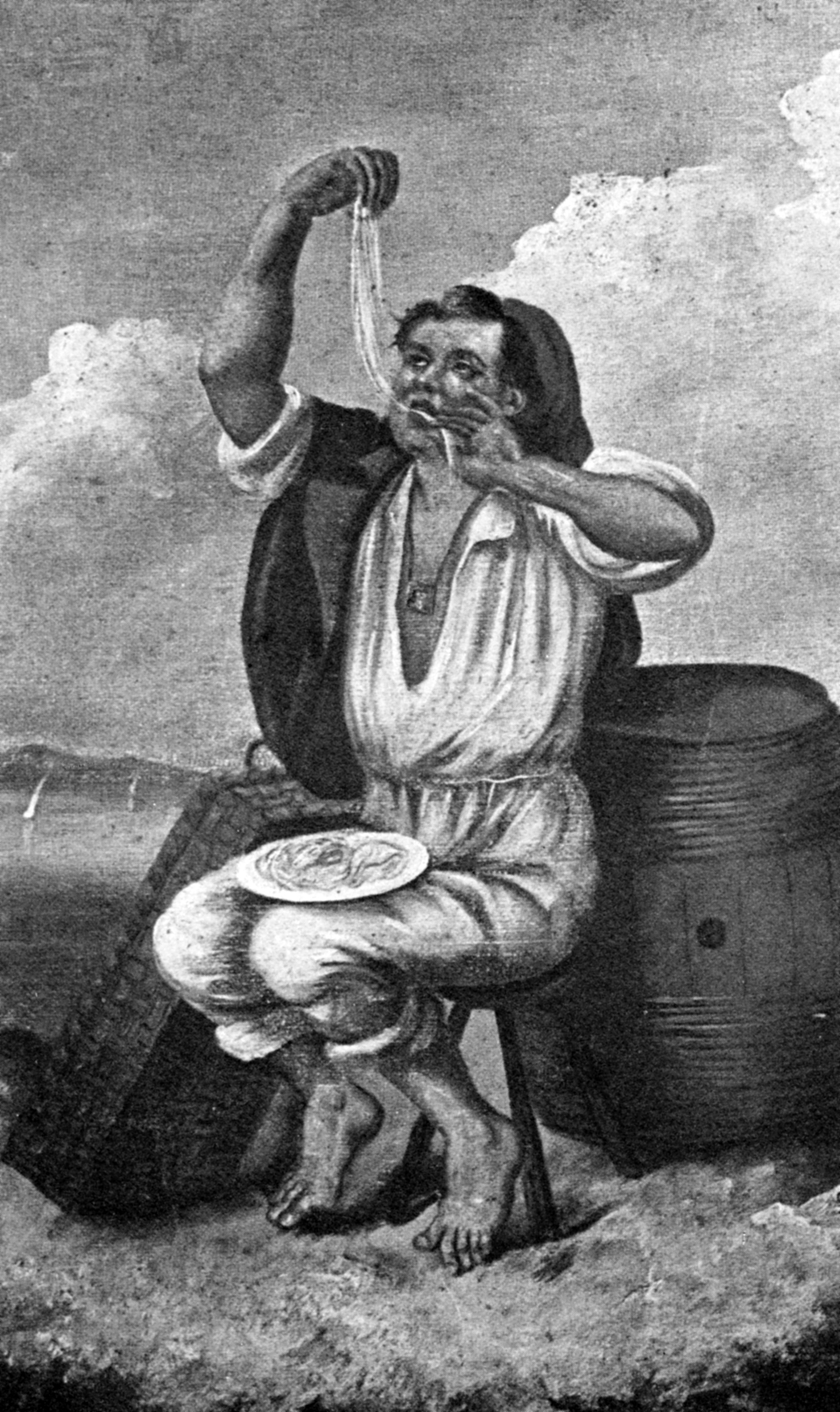
Comedor de spaghetti.

### Antipasti
- crostino napoletano
- calzone alla napoletana
- parmigiana di melanzane
- scapece-frito de pescado que luego se macera
- sartù de arroz y carnes

### Primi piatti
- crostata di tagliolini
- frittata di pasta napoletana
- Lasagne di carnevale
- pasta e Lenticchie-Mezcla curiosa de pasta y legumbres
- pasta e fagioli-Pasta con alubias
- ragù napoletano
- spaghetti alle vongole

### Secondi Piatti
- bistecca alla pizzaiola
- cianfotta
- casatiello
- insalata caprese
- gatò di patate
- parmigiana di melanzane
- risotto alla pescatora
- salsiccia e friarelli
- torta di carciofi
- zuppa di cozze

### Dolce
- babà
- quaresimali
- pastiera
- roccocò
- sanguinaccio dolce
- sfogliatella (frolla y riccia)
- struffoli
- zeppole

## Costumbres culinarias
El día de Año Nuevo (Capodanno) es costumbre cenar algún plato de pescado y es tradición que los pescaderos vendan para esa noche todas sus existencias. El carnaval de Nápoles ofrece muchas tradiciones culinarias una de las más populares es la elaboración de la lasagna (se denomina Lasagne di carnevale).

## Confusiones
El dulce que se puede encontrar en algunas pastelerías españolas y que posee el nombre de napolitana es un invento puramente español que nada tiene que ver con los dulces elaborados en la cocina napolitana.
Otro plato de la cocina argentina como la milanesa a la napolitana que no tiene nada que ver con la cocina napolitana se trata de un invento de finales de los años treinta en la Pizzería Nápoli, de José Nápoli, en Buenos Aires.

## Literatura
- De Crescenzo, Luciano: Frijenno Magnanno. [1977].
- Francesconi Jeanne, Carola: La cucina napoletana. [1965]. Roma: Newton & Compton (Quest'Italia), 1999.
- Francesconi Jeanne, Carola: La vera cucina di Napoli in trecento ricette di ieri e di oggi. Roma: Newton & Compton, 2002.
- Pignataro, Luciano: La cucina napoletana di mare Newton & Compton (Tradizioni italiane), 2005.
- Schwartz, Arthur: Naples at table. Harper Collins. ISBN 0-06-018261-X.